# Экология (журнал)
Экология — научный журнал, публикующий оригинальные научные статьи по проблемам теоретической и экспериментальной экологии. Является первым в СССР и ведущим в России журналом на экологическую тематику.
Основан в 1970 году. Выходит 6 раз в год. Главный редактор — член-корреспондент РАН В. Д. Богданов (директор Института экологии растений и животных УрО РАН).
Среди членов редколлегии: членкор РАН В. В. Богатов, профессор РАН Д. В. Веселкин, академик РАН В. В. Рожнов, членкор РАН Н. Г. Смирнов; почётный член редколлегии — академик РАН В. Н. Большаков.
Выпускается на русском и английском языках. Англоязычная версия называется Russian Journal of Ecology.
Включён в список научных журналов ВАК.